# 알밥
알밥은 생선알을 넣어 만든 비빔밥이다. 날치알을 비롯한 여러 가지 생선알이 쓰이며, 뜨거운 뚝배기나 돌솥에 담아 낸다. 대한민국에서는 주로 일식집이나 분식집에서 내어진다.

## 사진첩

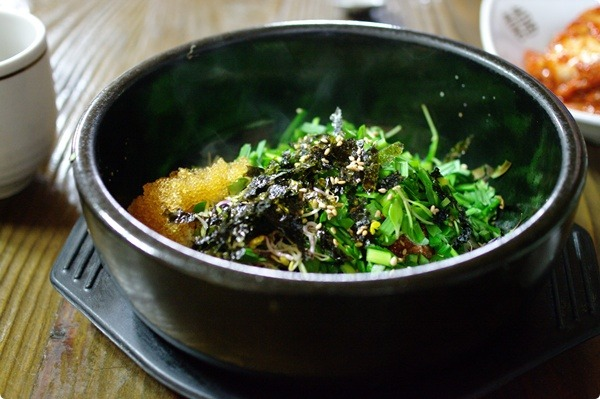
뚝배기에 담아 낸 알밥
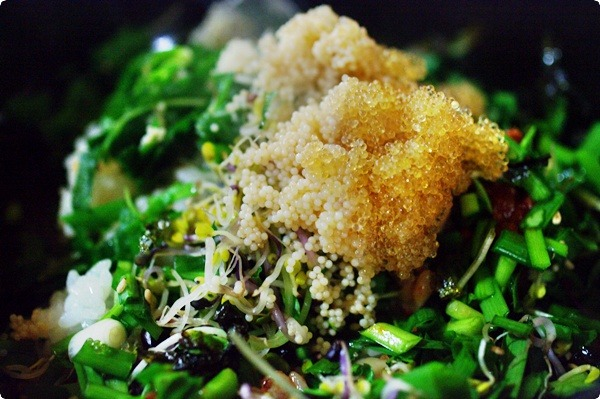
비비기 전의 알밥 (클로즈업)
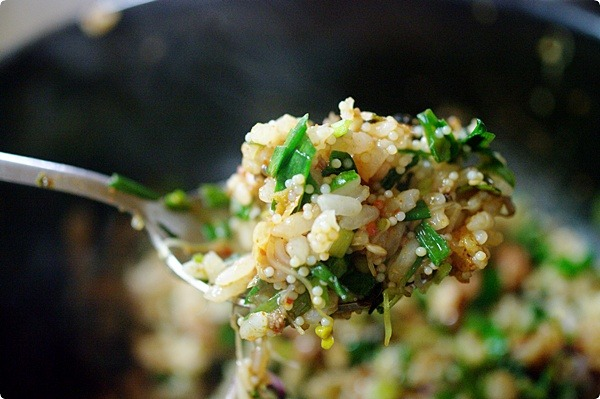
비빈 알밥 한 숟가락 (클로즈업)

## 같이 보기
- 회덮밥